# Tour de France 2022
Tour de France 2022 var den 109:e upplagan av cykeltävlingen Tour de France och pågick 1–24 juli 2022. För första gången skedde starten, Grand Départ, från den danska huvudstaden Köpenhamn.

## Prispengar
Totalt 2,3 miljoner euro fördelas mellan lag och cyklister, varav 500 000 euro till totalvinnaren i den individuella tävlingen.

## Vinnarfavoriter
Inför Tour de France 2022 är de främsta favoriterna Tadej Pogačar, Jonas Vingegaard och Primož Roglič. Andrahandsfavoriter är Geraint Thomas, Aleksandr Vlasov och Dani Martínez samt tredjehandsfavoriter Ben O'Connor, Adam Yates, Enric Mas och Romain Bardet.

## Lagen
22 lag deltar i Tour de France 2022. Alla 18 lagen i UCI World Tour är berättigade och skyldiga att delta i loppet och de fick sällskap av fyra UCI ProTeam-lag, klassen under UCI World Tour. Pro-lagen Alpecin–Deceuninck och Arkéa-Samsic fick en automatisk inbjudan på grund av sina resultat under 2021, medan de två andra lagen valdes av Amaury Sport Organisation, arrangörerna av Tour de France.

### UCI WorldTeams[4]
- AG2R Citroën Team (ACT)
- Astana Qazaqstan Team (AST)
- Bora–Hansgrohe (BOH)
- Cofidis (COF)
- EF Education–EasyPost (EFE)
- Groupama–FDJ (GFC)
- Ineos Grenadiers (IGD)
- Intermarché–Wanty–Gobert Matériaux (IWG)
- Israel–Premier Tech (IPT)
- Lotto–Soudal (LTS)
- Movistar Team (MOV)
- Quick-Step Alpha Vinyl Team (QST)
- Team Bahrain Victorious (TBV)
- Team BikeExchange–Jayco (BEX)
- Team DSM (DSM)
- Team Jumbo–Visma (TJV)
- Trek–Segafredo (TFS)
- UAE Team Emirates (UAD)

### UCI ProTeams
- Alpecin–Deceuninck (ADC)
- Arkéa–Samsic (ARK)
- B&B Hotels-KTM (BBK)
- TotalEnergies (TEN)

### Lagklassificering
Lagklassificering i Tour de France har gjorts sedan 1930, men beräkningen har förändrats genom åren. Sedan 2011 summeras tiderna för de tre bästa cyklisterna i varje lag per etapp utan hänsyn till tidsbonus eller strafftidstillägg. Lag med färre än tre cyklister kvar klassificeras inte.

## Etapper
| [ 5 ] | Datum   | Start             | Mål                          | Distans      | Typ          | Typ                      | Vinnare                  |
| ----- | ------- | ----------------- | ---------------------------- | ------------ | ------------ | ------------------------ | ------------------------ |
| 1     | 1 juli  | Köpenhamn         | Köpenhamn (Danmark)          | 13,2 km      |              | Tempoetapp (individuell) | Yves Lampaert (BEL)      |
| 2     | 2 juli  | Roskilde          | Nyborg (Danmark)             | 202,5 km     |              | Flack etapp              | Fabio Jakobsen (NED)     |
| 3     | 3 juli  | Vejle             | Sønderborg (Danmark)         | 182 km       |              | Flack etapp              | Dylan Groenewegen (NED)  |
|       | 4 juli  | Transportdag      | Transportdag                 | Transportdag | Transportdag | Transportdag             | Transportdag             |
| 4     | 5 juli  | Dunkirk           | Calais                       | 171,5 km     |              | Kuperad etapp            | Wout van Aert (BEL)      |
| 5     | 6 juli  | Lille             | Arenberg                     | 157 km       |              | Kuperad etapp            | Simon Clarke (AUS)       |
| 6     | 7 juli  | Binche (Belgien)  | Longwy                       | 220 km       |              | Kuperad etapp            | Tadej Pogačar (SLO)      |
| 7     | 8 juli  | Tomblaine         | La Planche des Belles Filles | 176,5 km     |              | Bergsetapp               | Tadej Pogačar (SLO)      |
| 8     | 9 juli  | Dole              | Lausanne (Schweiz)           | 186,5 km     |              | Lättare bergsetapp       | Wout van Aert (BEL)      |
| 9     | 10 juli | Aigle (Schweiz)   | Châtel                       | 193 km       |              | Bergsetapp               | Bob Jungels (LUX)        |
|       | 11 juli | Vilodag           | Vilodag                      | Vilodag      | Vilodag      | Vilodag                  | Vilodag                  |
| 10    | 12 juli | Morzine           | Megève                       | 148,5 km     |              | Lättare bergsetapp       | Magnus Cort (DEN)        |
| 11    | 13 juli | Albertville       | Col du Granon                | 152 km       |              | Bergsetapp               | Jonas Vingegaard (DEN)   |
| 12    | 14 juli | Briançon          | Alpe d'Huez                  | 165,5 km     |              | Bergsetapp               | Tom Pidcock (GBR)        |
| 13    | 15 juli | Le Bourg-d'Oisans | Saint-Étienne                | 193 km       |              | Flack etapp              | Mads Pedersen (DEN)      |
| 14    | 16 juli | Saint-Étienne     | Mende                        | 192,5 km     |              | Lättare bergsetapp       | Michael Matthews (AUS)   |
| 15    | 17 juli | Rodez             | Carcassonne                  | 202,5 km     |              | Flack etapp              | Jasper Philipsen (BEL)   |
|       | 18 juli | Vilodag           | Vilodag                      | Vilodag      | Vilodag      | Vilodag                  | Vilodag                  |
| 16    | 19 juli | Carcassonne       | Foix                         | 178,5 km     |              | Lättare bergsetapp       | Hugo Houle (CAN)         |
| 17    | 20 juli | Saint-Gaudens     | Peyragudes                   | 130 km       |              | Bergsetapp               | Tadej Pogačar (SLO)      |
| 18    | 21 juli | Lourdes           | Hautacam                     | 143,5 km     |              | Bergsetapp               | Jonas Vingegaard (DEN)   |
| 19    | 22 juli | Castelnau-Magnoac | Cahors                       | 188,5 km     |              | Flack etapp              | Christophe Laporte (FRA) |
| 20    | 23 juli | Lacapelle-Marival | Rocamadour                   | 40,7 km      |              | Tempoetapp (individuell) | Wout van Aert (BEL)      |
| 21    | 24 juli | Paris La Défense  | Paris (Champs-Élysées)       | 116 km       |              | Flack etapp              | Jasper Philipsen (BEL)   |

## Deltagare

### Deltagare som inte fullföljde tävlingen
- Etapp 5: Jack Haig (TBV), Michael Gogl (ADC)
- Etapp 6: Alex Krisch (TFS), Daniel Oss (TEN)
- Etapp 8: Vegard Stake Laengen (UAD), Geoffrey Bouchard (ACT), Kevin Vermaerke (DSM), Gianni Moscon (AST)
- Etapp 9: Kasper Asgreen (QST), Guillaume Martin (COF), Ruben Antonio Almeida Guerreiro (EFE)
- Etapp 10: George Bennett (UAD), Ben O'Connor (ACT), Alexis Vuillermoz (TEN), Luke Durbridge (BED)
- Etapp 11: Oliver Naesen (ACT), Mathieu van der Poel (ADC)
- Etapp 13: Victor Lafay (COF), Warren Barguil (ARK)
- Etapp 15: Primož Roglič (TJV), Steven Kruijswijk (TJV), Michael Mørkøv (QST), Magnus Cort Nielsen (EFE), Simon Clarke (IPT)
- Etapp 16: Marc Soler (UAD), Mikael Cherel (ACT), Aurélien Paret Peintre (ACT), Lennard Kämna (BOH), Max Walscheid (COF), Jakob Fuglsang (IPT)
- Etapp 17: Rafal Majka (UAD), Fabio Felline (AST), Tim Wellens (LTS)
- Etapp 18: Imanol Erviti (MOV), Damiano Caruso (TBV), Chris Froome (IPT)
- Etapp 19: Enric Mas (MOV)
- Etapp 20: Nathan van Hooydonck (TJV)
- Etapp 21: Gorka Izagirre Insausti (MOV), Guillaume Boivin (IPT), Michael Woods (IPT)